# 사칠논쟁
사칠논쟁(四七論爭)은 사단칠정론을 두고 벌어진 이황과 기대승의 성리학 논쟁을 말한다. 사단(四端)은 맹자의, 측은지심(惻隱之心)은 인지단(仁之端), 수오지심(羞惡之心)은 의지단(義之端), 사양지심(辭讓之心)은 예지단(禮之端), 시비지심(是非之心)은 지지단(智之端)이라고 한 인의예지(仁義禮智)의 단(端)을 모아서 사단이라고 하며, 칠정이란 예기에 나오는 사람이 갖고 있는 일곱 가지 감정, 즉 희·노·애·구·애·오·욕(喜怒哀懼愛惡欲)을 말한다. 이 사단과 칠정의 관계를 철학적으로 설명하는 데 있어서 그 주장을 사칠론이라고 하며, 또한 이것은 사람의 견해에 따라 의견을 달리하며 조선시대의 성리학에 있어서 오랫동안 논쟁 대상이 되었다.

## 이기론
이기론(理氣論)은 조선시대 성리학에 있어서 자연의 존재법칙을 연구하는 우주론(宇宙論)의 하나이다. '이(理)'·'기(氣)'는 본래 유교의 경전에 단편적으로 보이지만 중국의 송대(宋代)에 이르러 유교는 불교·도교의 영향을 받아 이론적으로 이기론을 더욱 심화하였다. 주희(1130~1200)에 의하여 집대성된 성리학은 고려말부터 한국에 유입되기 시작하여 조선시대에는 정통사상으로서 군림하였고, 이기론은 사칠론과 얽히어 조선시대 유교계에 있어서 논쟁의 초점이 되었다. 주희는 "음양오행(陰陽五行)이 착종(錯綜)하여 조리(條理)를 잃지 않는 것이 곧 이(理)이다. 만물의 일원(一原)을 말하면 이(理)는 동(同)하고 기(氣)는 다르다"고 하였다. 기(氣)는 우주 구성의 소재(素材)로서 음양(陰陽)의 기운, 즉 힘으로서 자연과학상의 에너지이며, 이(理)는 기(氣)의 운동이나 작용의 조리(條理)로서 철학적으로는 원리(Principle)·형식(Form)·로고스(Logos)·이데아(Idea)·규범(Norm)·당위(Sollen) 등의 뜻을 가지고 있으며, 자연과학적으로는 법칙(Law)의 뜻이다.

## 사칠이기논쟁
사칠이기논쟁(四七理氣論爭)은 조선시대 퇴계 이황과 그의 문인(門人) 고봉 기대승과의 사이에 일어나기 시작한 사단칠정(四端七情) 및 이기(理氣)에 관한 논쟁으로서 조선의 유교계에 오랫동안 계속되었던 논쟁이다. 
이황은 
사단(四端)은 이(理)에 발(發)하므로 순선(純善)이요, 칠정(七情)은 기(氣)를 겸(兼)하였으므로 선악(善惡)이 있다

사단은 이(理)의 발(發)이요, 칠정은 기(氣)의 발이다.

사단에도 기(氣)가 없는 것이 아니지만 이(理)가 주(主)가 되므로 사단은 이(理)의 발이라 말하고, 칠정에도 이(理)가 없는 것이 아니지만 기(氣)의 발이라 한다.

고 하여 이기이원론(理氣二元論)을 취하고 이기호발설(理氣互發說)을 주장하였다. 
이에 대하여 기대승은 
칠정 외에 사단이 따로 있는 것이 아닌데 지금 만약 사단은 이(理)에서 발(發)하여 불선(不善)함이 없고 칠정은 기(氣)에서 발하여 선악이 있다고 한다면 이것은 이(理)와 기(氣)가 확실히 둘이 되는 것이며 칠정은 성(性)에서 나오지 아니하고 사단은 기(氣)에 승(乘)하지 아니하는 것이 되니 이것은 어의(語意)가 의심이 없을 수 없는 것입니다.

칠정 밖에 따로 어떤 정(情)이 이(理)에서만 나오고 기(氣)에서 나오지 아니하는 정(情)이 있을 수 없습니다. 또 외계(外界)의 물질(物質)에 감촉되어 동(動)하는 것은 사단(四端) 역시 그러합니다.

라고 하여 사단과 칠정의 이기분속(理氣分屬)을 반대하고 이기공발설(理氣共發說)을 취하여 주기적(主氣的) 경향을 띠게 되었다. 
두 사람이 세상을 떠난 몇 해 뒤에 다시 율곡(栗谷) 이이(李珥)가 기대승의 전설(前說)을 가지고 이황의 설을 반박하여 우계(牛溪) 성혼(成渾)과의 사이에 논쟁이 거듭되었다. 
성혼은 
심(心)의 허령지각(虛靈知覺)은 하나인데, 혹 형기(形氣)의 사(私)에서 나온 것은 인심(人心)이요, 혹 성명(性命)의 정(正)에서 원(原)한 것은 도심(道心)이다. 인심은 기(氣)를 위주로 하고 도심은 이(理)를 위주로 한 것이 퇴옹(退翁：李滉)이 사단은 이발이요, 칠정은 기발이다라고 한 것과 무슨 다른 점이 있겠는가. 이(理)와 기(氣)의 호발(互發)이 천하의 정리(定理)가 되고 퇴옹의 본 바가 역시 정당한가 자세히 연구하여 일깨워 주기를 바라네.

라고 하여 이황의 이기호발설을 옹호하는 입장에서 이이에게 질문서를 보냈다. 
이에 대해 이이는 
만일 형(兄：성혼)의 말대로 이기호발(理氣互發)이라 한다면, 이것은 이기(理氣) 2물(物)이 각기 마음 가운데 뿌리가 있어서 발하기 전에 이미 인심(人心) 도심(道心)이 묘맥(苗脈)이 있어서 이(理)가 발(發)하면 도심(道心)이 되고 기(氣)가 발하면 인심(人心)이 되는 것이니, 그렇다면 우리의 마음에 2본(本)이 있는 것이 된다. 무릇 발하는 것은 기(氣)요, 발(發)하는 소이연(所以然)은 이(理)이다. 기가 아니면 능히 발하지 못하고, 이가 아니면 발할 소이연이 없는 것이니, 선후(先後)나 이합(離合)도 없는 것이요 이기호발이라 할 수 없는 것이다.

라고 하였다. 
이이는 이기일도설(理氣一途說)로써 이발(理發)을 부정하고 기발이승(氣發理乘)만을 관철하였으며, 사단과 칠정의 근원으로서 이황의 이른바 이발·기발이란 두 묘맥(苗脈)을 부정하고 기발(氣發)의 한 묘맥만을 인정하였다. 
이황의 이발, 이이의 기발이란 상반되는 견해는 다음 주리파(主理派)와 주기파(主氣派)의 양대 진영으로 갈리어, 유교계에서 오랫동안 논쟁을 계속하였다. 이황을 지지하는 주리파는 영남지방에서, 이이를 지지하는 주기파는 경기·호서 등지에서 성행하였으므로 각기 영남학파·기호학파라고도 일컬어졌다. 양파는 모두 자파(自派)의 학문적 근거를 성리학의 대성자 주희에게 구하려 한 나머지, 주기파의 송시열과 한원진의 공저 <주자언론동이고(朱子言論同異考)>는 주희의 어록을 세밀히 조사함으로써 주기론의 근거를 고증한 것이며 이에 대하여 주리파의 이진상(李震相) 저(著)인 <이학종요(理學宗要)>에서는 주희의 어록이 이발을 주장한 것임에 틀림없다고 변증하였던 것이다.

## 사단칠정논쟁
사단칠정논쟁은 조선 중기, 성리학자인 이황과 기대승 사이에서 일어난 인간의 본성에 대한 논쟁이다. 이황은 사단(四端)이란 사물의 이(理)에 해당하는 마음의 본연지성(本然之性)에서 발현되는 것이고, 칠정(七情)이란 사물의 기(氣)에 해당하는 마음의 기질지성(氣質之性)에서 발현되는 것이라 여겼다. 그러나 기대승은 이에 대해 반박하며 8년간의 논쟁이 시작되었다.

### 발단
사단칠정논쟁은 추만 정지운의 책 「천명도설」의 한 구절로부터 시작된다. 
四端發於理 七情發於氣 (사단은 이로부터 발하고 칠정은 기로부터 발한다.)

그는 이 책을 저술한 뒤 근처에서 살고 있던 이황에게 검토를 부탁했다. 이황은 이 구절을 발견하고서는 이와 기의 역할이 수동적으로 서술되어있다는 점을 지적하고 다음과 같이 고쳐주었다.
四端理之發 七情氣之發 (사단은 이가 발한 것이고 칠정은 기가 발한 것이다.)

이렇게 고쳐진 구절의 의미에 대해 기대승이 이의를 제기하면서 일명 사칠변론이 시작되었다.

### 이황의 입장
이황은 기본적으로 이기불상잡(理氣不相雜)의 관점에서 이기론을 해석했다. 이기불상잡이란, 이는 하늘의 이치이고 기는 그것의 구현 재료이므로 이 둘은 서로 섞일 수 없다고 보는 관점이다. 즉, 논리적 사유의 입장에서 형이상적인 이(理)는 형이하학적인 기(氣)와 서로 같지 않다고 보는 것이다. 이런 관점에서 볼 때, 이는 이이고, 기는 기이기 때문에 서로 섞일 수 없다고 보았다. 또한 사단은 측은지심, 수오지심, 사양지심, 시비지심으로서 그 발현의 결과가 항상 좋으므로 이에서 나오고, 칠정은 그 발현의 결과가 좋을 수도 있고, 나쁠 수도 있으므로 기에서 나온다고 생각했다. 따라서 단순히 사단은 이가 발해서 생기는 것이고, 칠정은 기가 발해서 생기는 것이라고 결론지었다.

### 기대승의 반박
그러나 기대승은  이황의 이런 관점에 대해 반박했다. 그는 이기불상리(理氣不相離)의 원리를 기본으로 이황의 주장을 반박했다. 그는 이황의 관점에서 사단과 칠정을 바라본다면 이는 성리학의 원칙을 벗어나는 것이라 생각했다. 성리학에서는 이와 기를 각각 그렇게 있도록 만드는 것과 그렇게 있는 것으로 설명하는데, 이는 변하지 않는 하늘의 이치이고 기는 모든 변화의 근원임을 말하는 것이다. 이런 관점에서 기대승은 변하지 못하는 이가 움직여서 사단이라는 감정을 만드는 것은 불가능하며 오히려 사단과 칠정은 모두 기에서 나오는 것이라 보아야 한다고 주장했다. 그와 더불어 기대승은 마음의 이치는 사물의 이치와 같다는 성리학의 기본 입장을 언급하며 사물의 이와 기는 서로 떨어지지 않으며 작용하는데, 사람의 마음에서는 그 둘이 분리되어 작용한다는 것은 불가하다며 이황의 입장에 대해 반박했다. 이런 입장에서 그는 사단과 칠정은 분리되는 감정이 아니며 칠정 중의 선한 부분이 사단을 가리키는 것이라 결론지었다.

## 결론
이황은 8년간의 긴 논쟁 끝에 자신의 주장을 수정했다. 사단은 이가 움직이면 기가 따라서 생기는 것이며, 칠정은 기가 움직이면 이가 따라서 드러나는 것이다. 즉 사단이란 이가 움직여서 기가 따라오는 것이고, 칠정이란 기가 움직여서 이가 그것을 조절하는 것이다. 비록 이렇게 주장을 수정하였지만, 여전히 이황은 사단은 선으로 귀결되고 칠정은 선, 악으로 모두 귀결이 가능하기에 그것의 출발점을 살펴보면 서로가 다르다는 입장을 버리지 않음으로써 사단이라는 도덕적 원리가 인간의 욕망과 관련된 칠정에 의해 오염될 수 있는 가능성을 차단해, 도덕적 원리의 절대성을 확립하여 주체적 인간의 확립과 사회질서를 수립하고자 했다.
한편 기대승은 성리학의 도덕적 측면보다는 관념적인 측면에서 용어의 불분명한 사용과 모호한 표현으로 인한 성리학 체계의 모순점을 합리적으로 해결하려고 노력하였다는 점에서 의의가 있다. 후에 기대승의 관점은 이이의 학풍으로 계승된다.
현대 심리학적으로 보면, 사단(측은지심, 수오지심, 사양지심, 시비지심)은 인간의 정신적 측면인 이성적, 도덕적 판단을 말하고, 칠정(희노애락애구욕)은 신체적 변화를 동반하는 심리 측면인 감정 혹은 정서를 말한다.
칠정이 인간의 감정 혹은 정서를 의미하는 것은 확실하고, 사단 또한 심(--지심) 즉 마음을 의미한다고 볼 수 있다. 사칠논변의 쟁점은 인간의 심리현상을 형이상학적인 이기론의 도식에 맞춰 설명하려는 데서 발생한다. 그러나 이런 학문적 노력이 의미가 없는지는 논의의 여지가 있다.
- 유교
- 한국의 유교

## 참고 문헌
- 이 문서에는 다음커뮤니케이션(현 카카오)에서 GFDL 또는 CC-SA 라이선스로 배포한 글로벌 세계대백과사전의 내용을 기초로 작성된 글이 포함되어 있습니다.